# خوسيه لويس روتشا
خوسيه لويس روتشا (بالإسبانية: José Luis Rocha؛ بالإنجليزية: José Luis Rocha) هو غطاس أمريكي ومكسيكي، ولد في 27 يونيو 1966 في مدينة مكسيكو في المكسيك.

## وصلات خارجية
- خوسيه لويس روتشا على موقع الاتحاد الدولي للسباحة (الإنجليزية)
- خوسيه لويس روتشا على موقع اللجنة الأولمبية الدولية (الإنجليزية)
- خوسيه لويس روتشا على موقع أوليمبيديا (الإنجليزية)